# Astragalus piutensis
Astragalus piutensis là một loài thực vật có hoa trong họ Đậu. Loài này được Barneby & Mabb. miêu tả khoa học đầu tiên.